# Ascensión semántica
La Ascensión semántica es un concepto que, según la teoría de Willard van Orman Quine, justifica el rechazo a las variables proposicionales como sustitución de oraciones.

## El problema
Parece evidente que cuando hablamos de verdad queremos referirnos a la realidad que conocemos. Pero el predicado de verdadero se manifiesta inevitablemente ligado a la expresión de oraciones lingüísticas, dando por supuesto que las oraciones expresan la realidad conocida.
Pero en ciertas ocasiones la relación de la oración con la realidad se hace de forma indirecta, por cuanto nos vemos en la situación de tener que mencionar oraciones. Tal situación se produce:

Los lugares importantes de este tipo son aquellos en los cuales buscamos generalidad precisamente por ciertos planos oblicuos que no podemos eliminar mediante una generalización directa sobre objetos.
Quine, op. cit. p.35

Generalizamos cuando a partir de conocimientos tales como: ‘Tomás es mortal’; ‘Ricardo es mortal’; etc. podemos decir: ‘Todos los hombres son mortales’.
De la misma manera podemos generalizar a partir de ‘Tomás es Tomás’; ‘Ricardo es Ricardo’, etc. diciendo: ‘Cada cosa es ella misma’.
Pero no ocurre lo mismo si queremos generalizar las siguientes oraciones: ‘Tomás es mortal o Tomás no es mortal’; ‘la nieve es blanca o la nieve no es blanca’. La razón es que en estos casos saltamos un escalón hacia arriba y no hablamos de objetos de la realidad sino de la verdad de las oraciones al afirmar: “Toda oración de la forma p o no p es verdadera” o, lo que es lo mismo, ‘Toda disyunción de una oración y su negación es verdadera’.
La diferencia no consiste en que ‘Tomás es Tomás’ o ‘Tomás es mortal o no es mortal’ sea una generalización que habla de oraciones mientras que ‘Tomás es mortal’ y Tomás es Tomás’ trate de Tomás; en ambos casos de habla de Tomás.

## Teoría de la ascensión semántica
La ascensión se produce por el modo indirecto en que se relacionan los casos a partir de los cuales hacemos la generalización.
Cuando partimos de ‘Tomas es Tomás’; ‘Ricardo es Ricardo’ y generalizamos como ‘Toda cosa es ella misma’, no realizamos una ascensión porque estamos hablando de nombres propios.
De la misma forma cuando generalizamos ‘Todos los hombres son mortales’ estamos generalizando de la forma siguiente: ‘x es mortal para todo hombre x’, donde x nombra a todas las cosas del tipo del que ‘Tomás’ es un nombre.
Pero en el caso de ‘Tomás es mortal o no es mortal’ la generalización tomaría la forma ‘p o no p para todas las cosas p del tipo del que las oraciones son nombres’. Pero las oraciones no son nombres, lo que implica que estamos usando ‘p’ en sustitución de cláusulas oracionales en un caso (p o no p), y en el otro en sustitución de algo (p) que exige ser sustantivo; por lo que usamos (p) con dos sentidos diferentes.
Por ello utilizamos una ascensión semántica y en lugar de sustantivos hablamos de oraciones generalizando: “Toda oración de la forma ‘p o no p’ es verdadera”.

## Crítica
Para muchos la solución consiste en la consideración de la proposición ‘p’ como el significado de la oración; lo que permitiría decir sin incoherencia ‘p o no p para toda proposición p’, introduciendo el concepto de proposición lógica.
No es esa la posición de Quine quien, al negar la posibilidad de traducción de oraciones equivalentes, niega la sustitución de oraciones mediante variables proposicionales.